# Bupleurum feranense
Bupleurum feranense là một loài thực vật có hoa trong họ Hoa tán. Loài này được Lincz. mô tả khoa học đầu tiên năm 1973.